# Toboggan (glissoire)
Pour les articles homonymes, voir Toboggan.

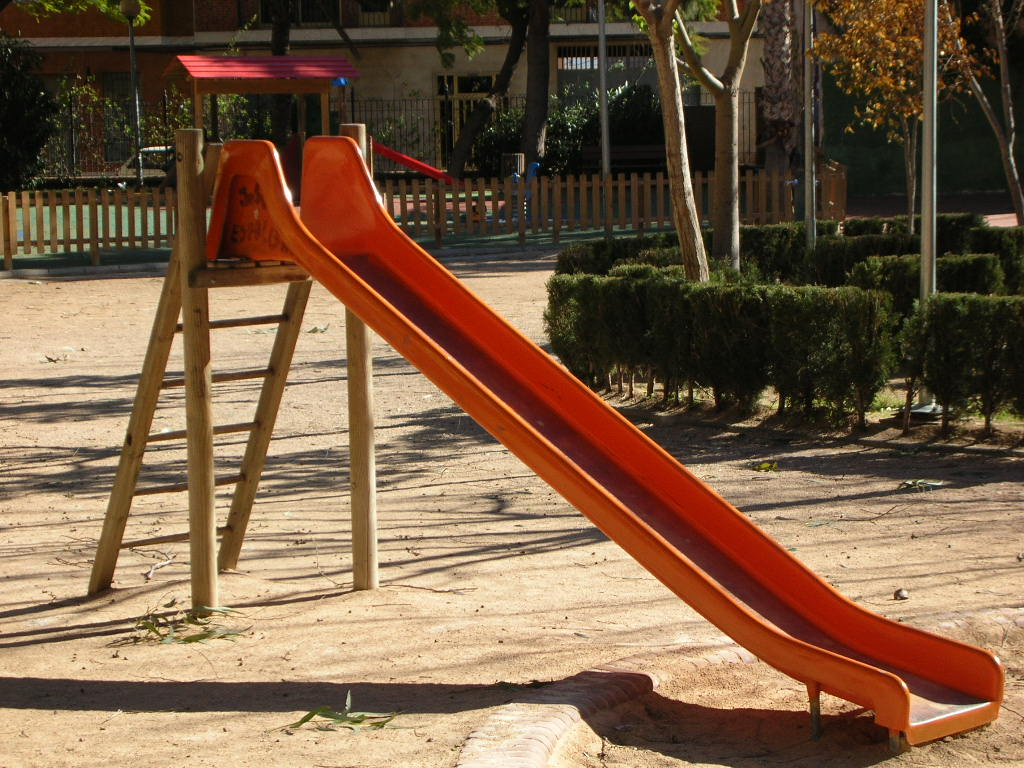
Un toboggan dans un parc.

Un toboggan (en Europe) ou glissade ou glissoire (au Québec) est une structure qui permet de descendre en glissant d'un point à un autre.
Ce dispositif peut être constitué de diverses matières (plastique, bois, métal) et destiné à des usages divers, tels que le jeu, l'évacuation d'urgence de personnes ou le transport de matériaux.

## Étymologie

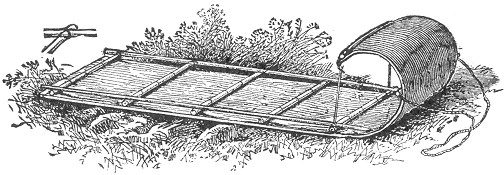
Au Québec, traîne sauvage (tabagane).

De l’anglais toboggan, provenant du français de l’Acadie tabagane emprunté au mot des langues algonquiennes, du micmac tepaqan ou de l’abénaquis de l’Ouest udãbãgan («traîneau» ou «grande luge glissant sur une piste» puis, par métonymie, la piste elle-même). Il s'agit d'un traineau léger fabriqué de lames de bois dont l'avant est recourbé. Proto-algonquin *wetaːpyeːkani, composé de *wet- («tirer»), *aːpye- («objet ressemblant à une corde») et **-kani («instrument pour»).

## Parcs de jeux
Il existe une catégorie de toboggans utilisée notamment sur les aires de jeux, intégrés ou non au sein d'un portique de jeu dans les parcs d'attractions, et plus particulièrement dans les parcs aquatiques que l'on appelle toboggan aquatique ou « glissade d'eau » au Québec.
Le toboggan aquatique d'Action Park à Vernon Township (en) dans le New Jersey, est le plus long du monde, mesurant près de 602 m (1 975 pieds).
Le toboggan du parc d'activités de montagne de Prabouré en Auvergne possède depuis août 2021 le plus haut toboggan fixe sec en tube de France : 31 mètres.

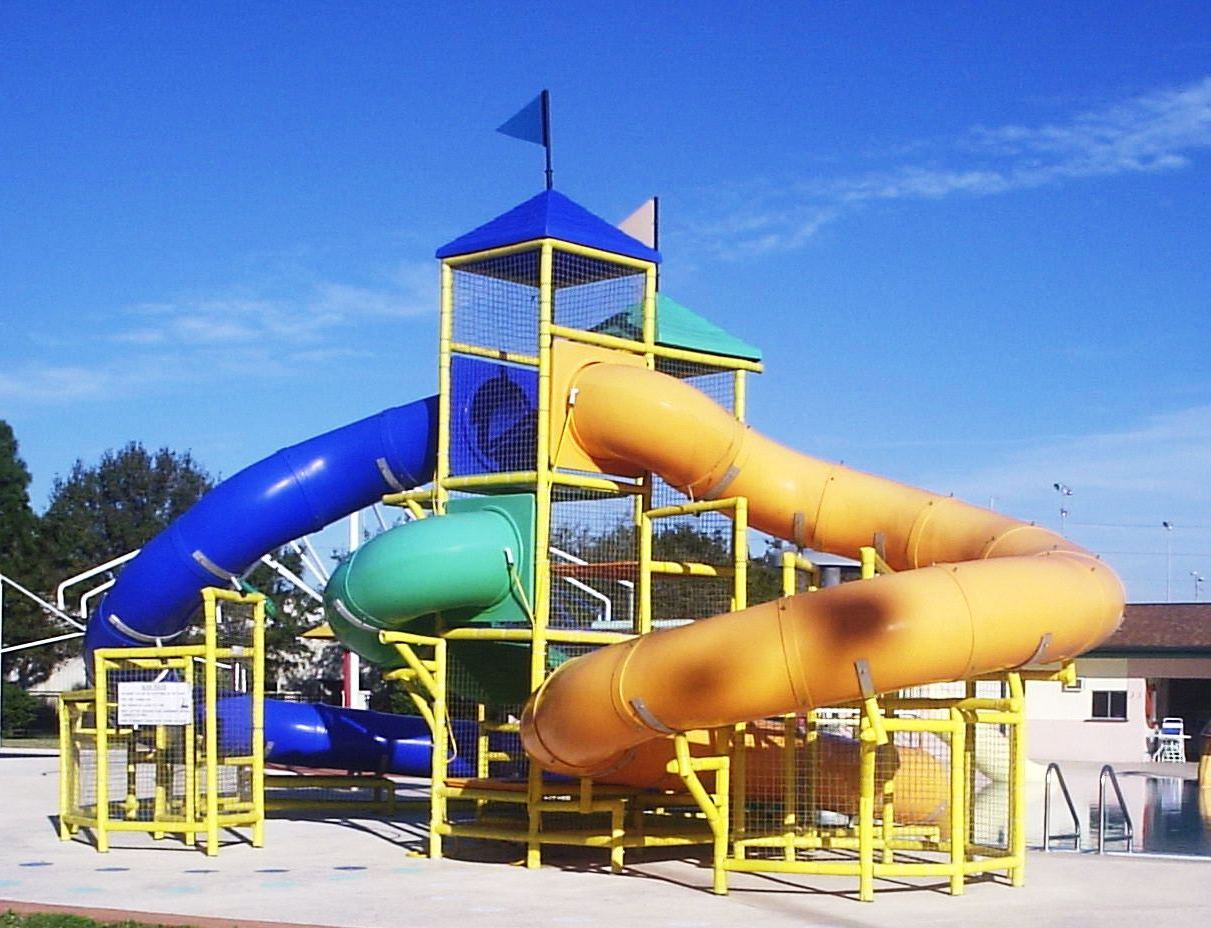
Toboggan dans un parc aquatique en Floride, à triple tube couvert.
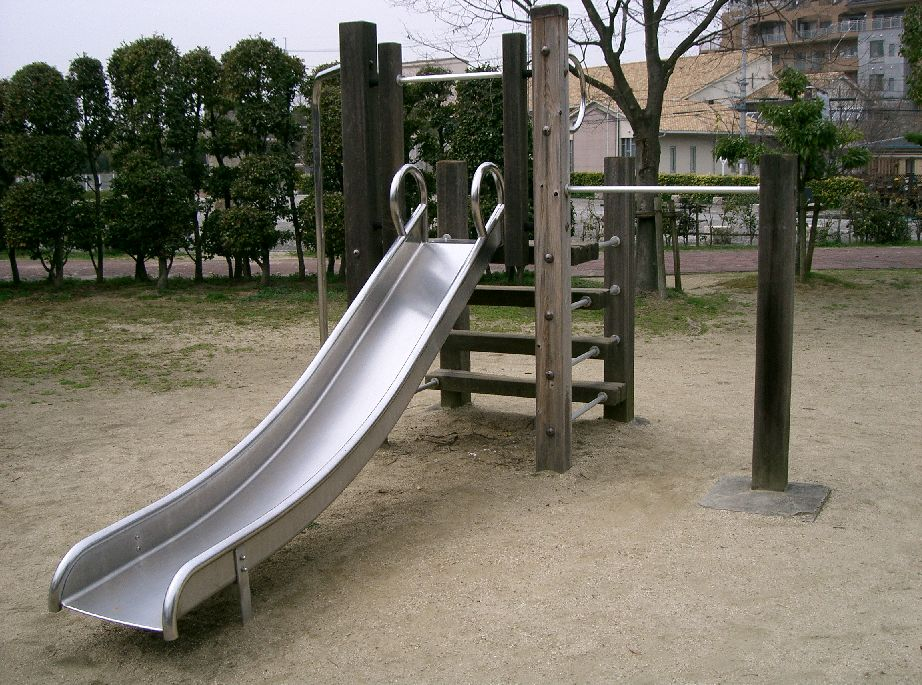
Toboggan sur une aire de jeu.
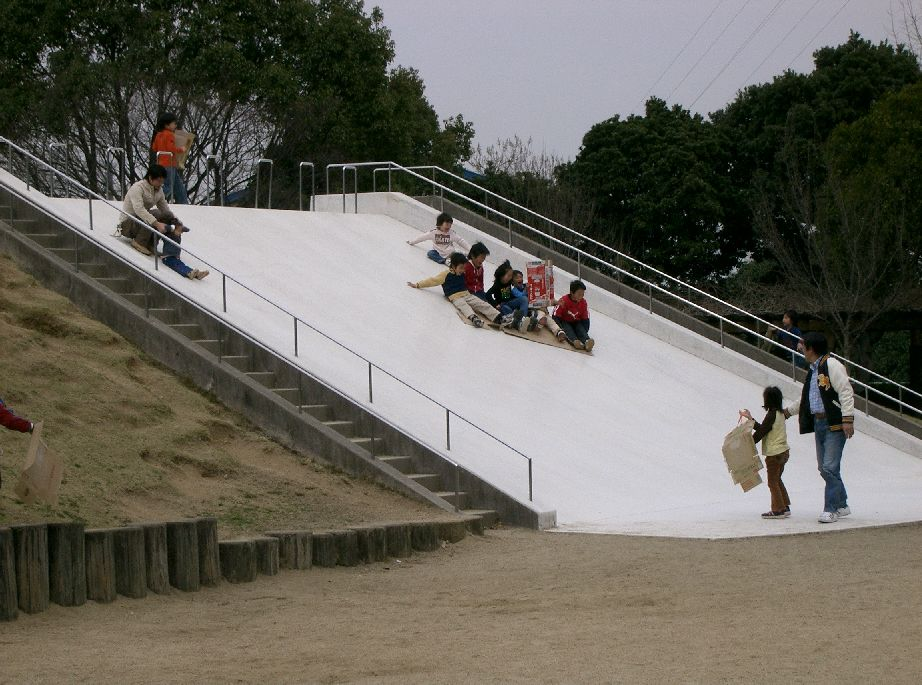
Un toboggan géant.
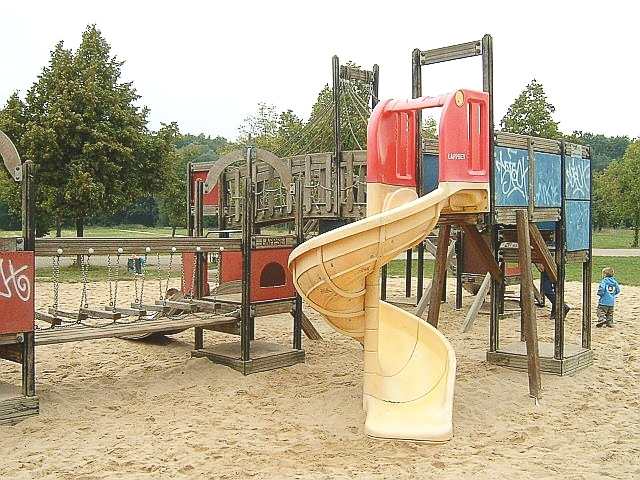
Toboggan en colimaçon au sein d'un portique de jeu.
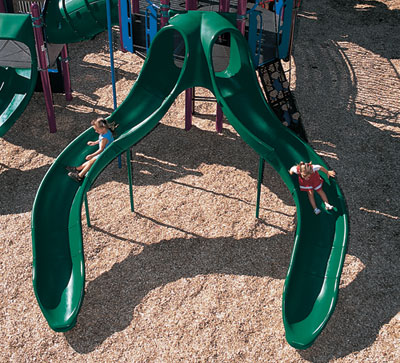
Toboggan à deux tubes.
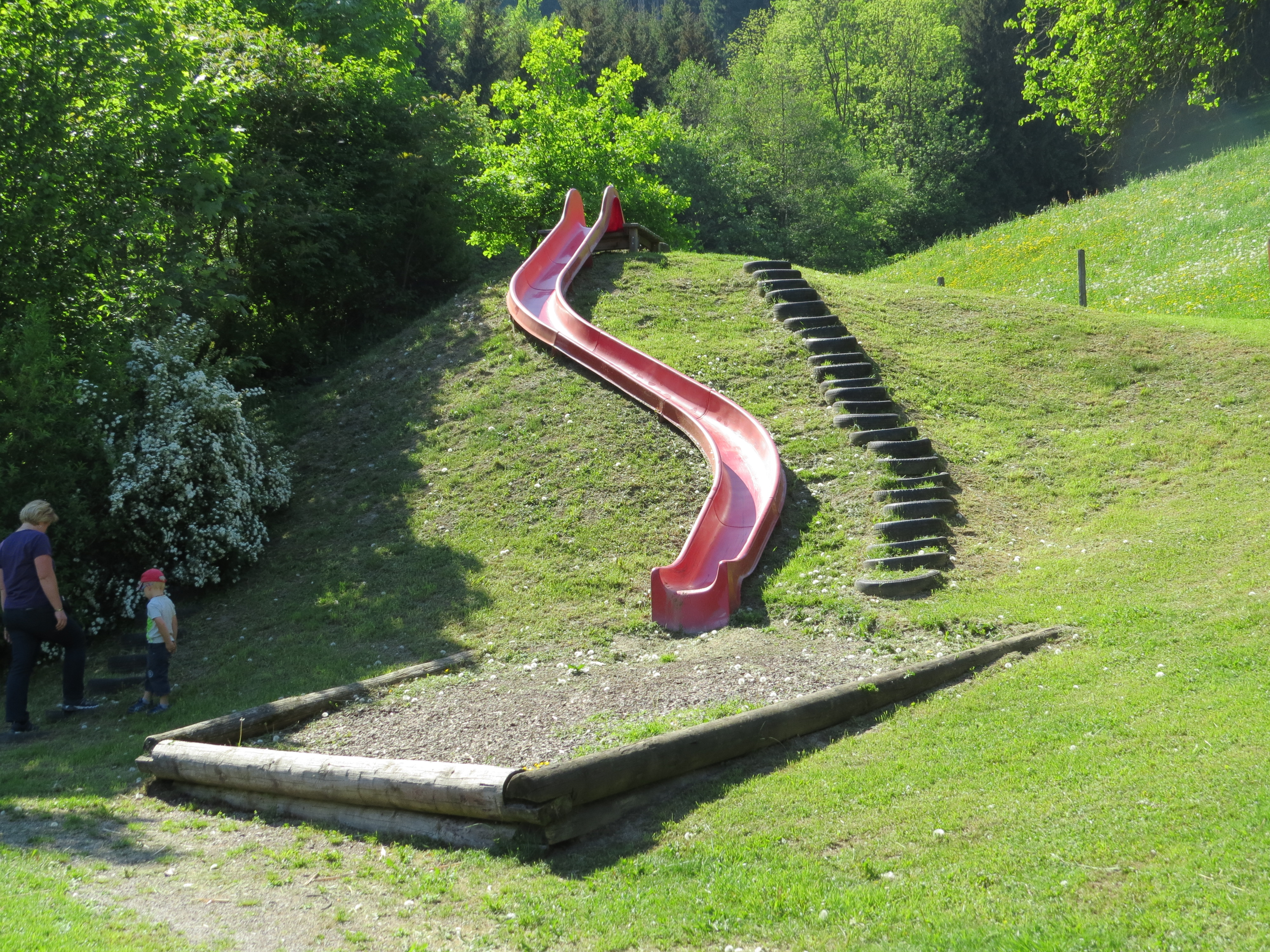
Toboggan à virage.
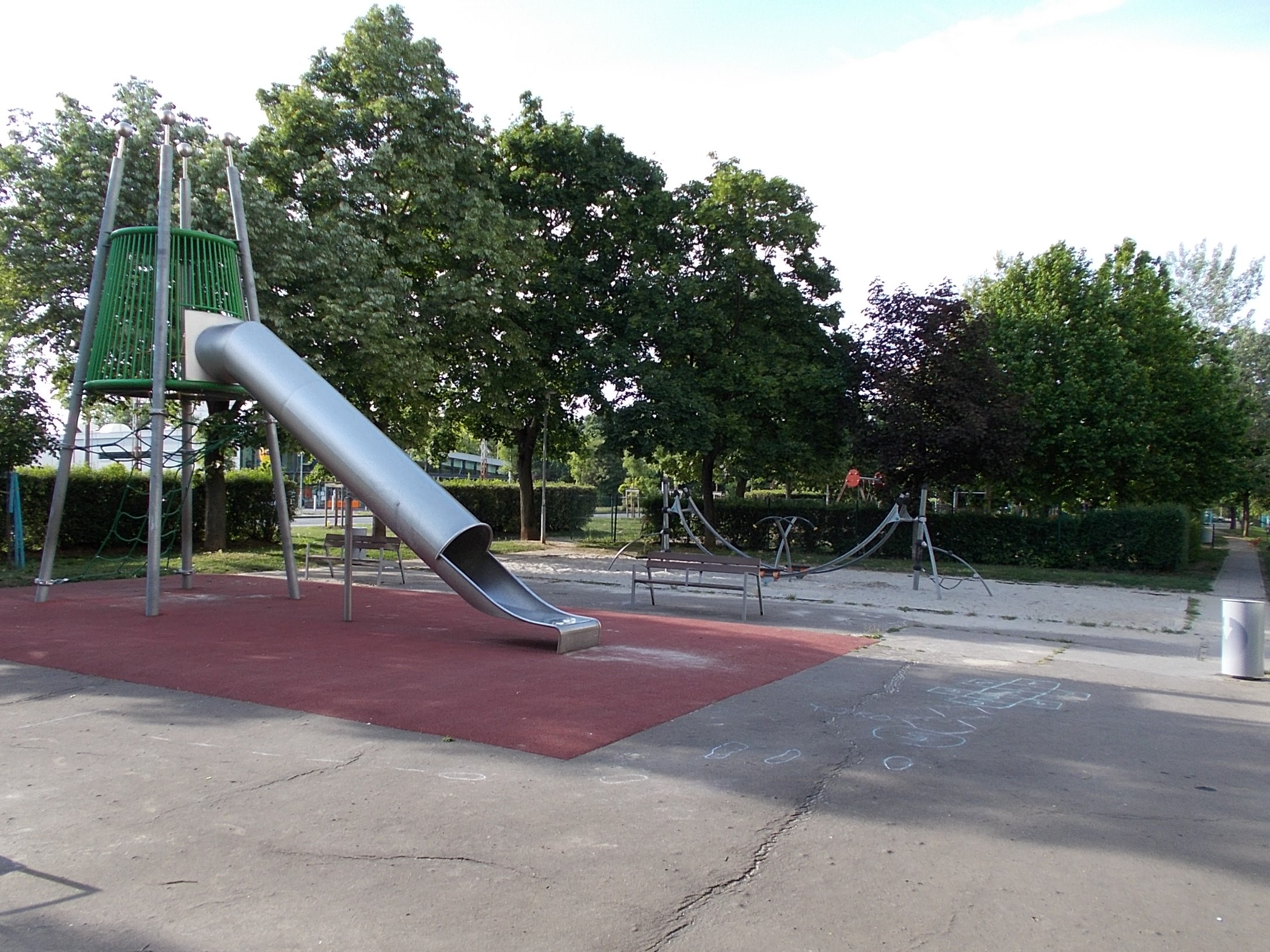
Toboggan à tube couvert.
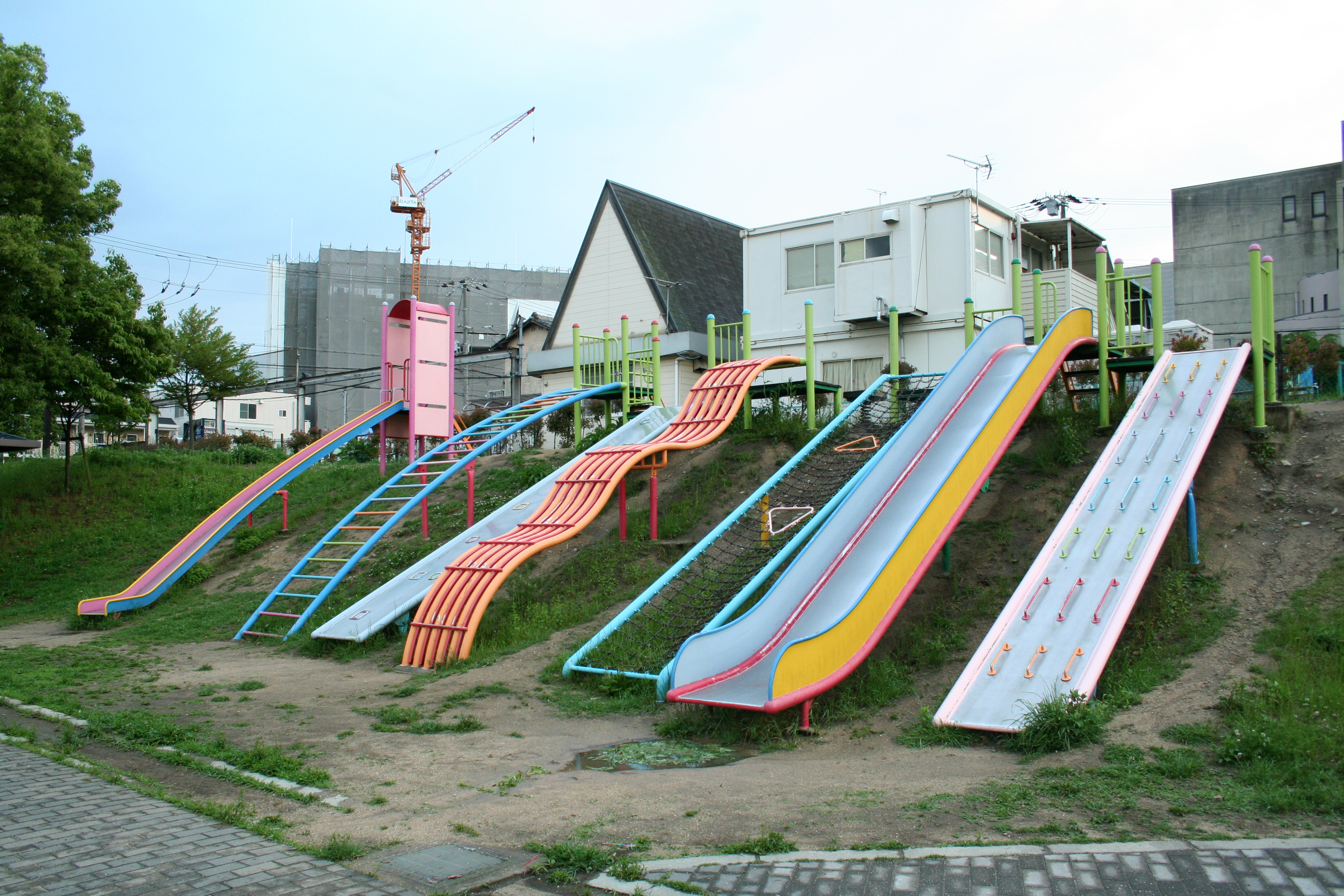
Des toboggans et des jeux d'escalade côtes à côtes.
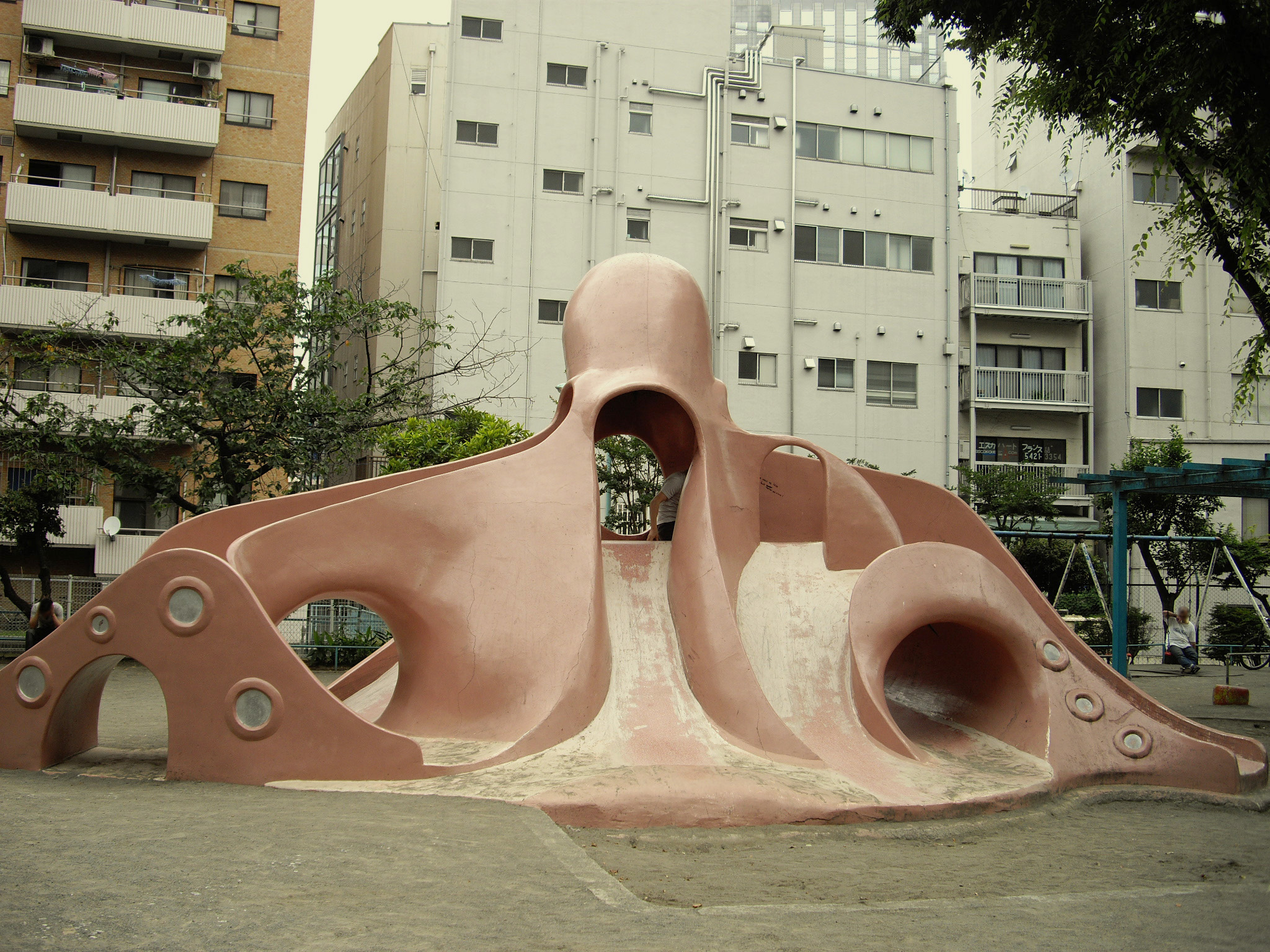
Toboggan à multiples tubes.
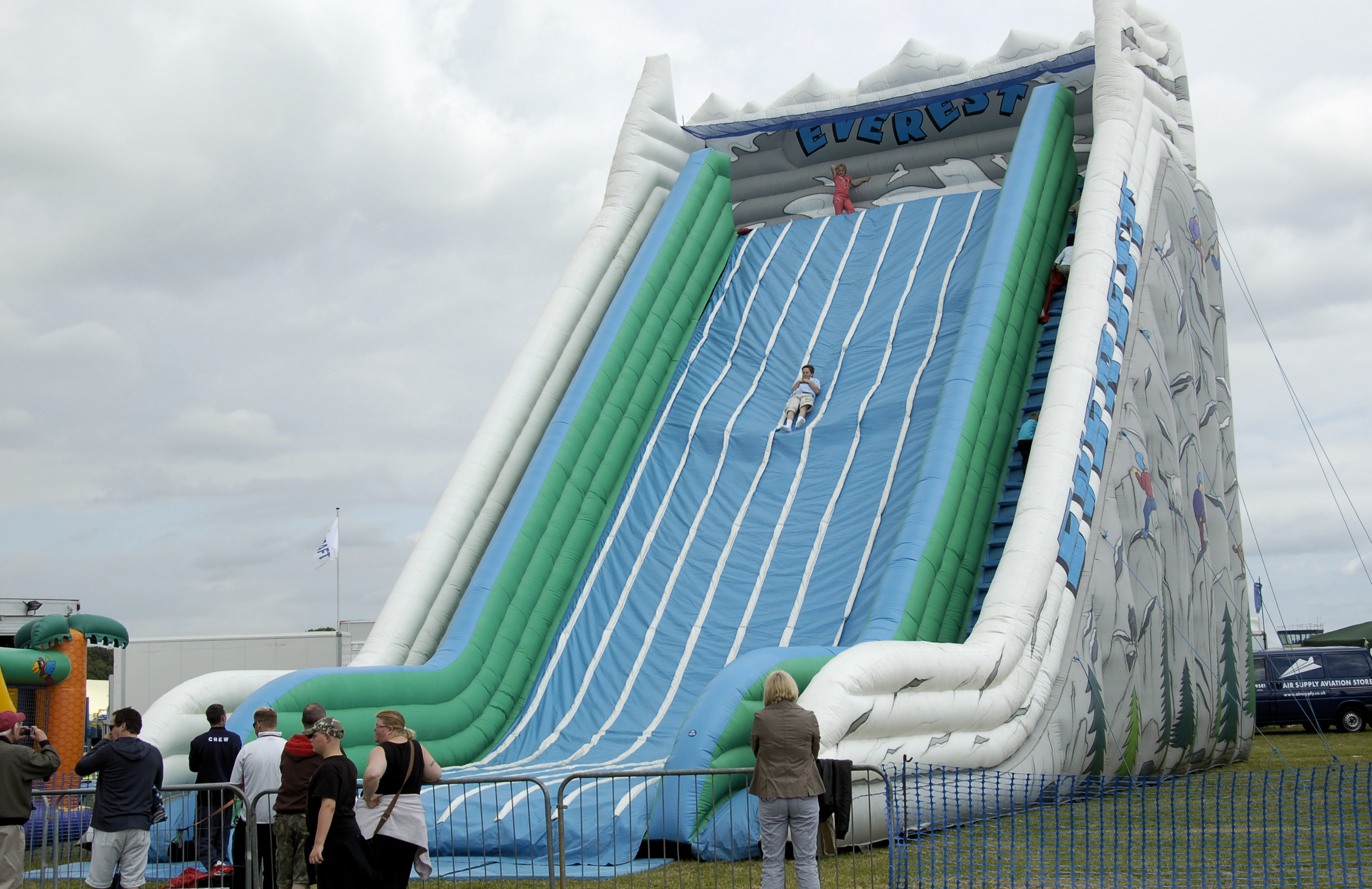
Toboggan gonflable temporaire en 2008 à Gloucestershire (Grande-Bretagne).